# 淑徳中学校・高等学校
淑徳中学校・高等学校（しゅくとくちゅうがっこう・こうとうがっこう）は、東京都板橋区前野町五丁目に所在する私立中学校・高等学校。
高等学校において、中学校から入学した内部進学の生徒と高等学校から入学した外部進学の生徒は第2学年から混合してクラスを編成する、併設型中高一貫校である。
姉妹校には、淑徳与野中学・高等学校（埼玉県さいたま市中央区）や淑徳巣鴨中学校・高等学校（東京都豊島区）がある。

## 概要
学校法人大乗淑徳学園の設置校としては最古の学校である。
明治時代、女子教育の普及・向上を図る目的で、1892年（明治25年）に　小石川傳通院（でんづういん）の境内に「淑徳女学校」として設立された。
創立者輪島聞声が結成した別院仏教婦人会の前身である「淑徳婦人会」は、夏目漱石の小説『吾輩は猫である』の中で「先端の文化教育講座」として登場している。
1945年（昭和20年）空襲で校舎が全焼、現校地の板橋区前野町に移転。戦後の学制改革で淑徳中学校・淑徳高等学校となった（1991年淑徳中学校、1992年淑徳高等学校が男女共学化）。
なお現在、旧小石川の地には「学校法人淑徳学園」（本学園とは別系列）が運営する小石川淑徳学園中学校・高等学校（旧：淑徳学園中学校・高等学校→淑徳SC中等部・高等部）が建っている。
一方で本校サイト上では、大乗淑徳学園学祖・長谷川良信については触れられていない。

## 沿革
- 1892年（明治25年） 淑徳女学校を小石川に設置
- 1906年（明治39年） 淑徳高等女学校に改称
- 1945年（昭和20年） 戦火により校舎全焼、現在地に移転
- 1948年（昭和23年） 淑徳中学校、淑徳高等学校となる
- 1991年（平成03年） 淑徳中学校男女共学化
- 1992年（平成04年） 淑徳高等学校男女共学化
- 2005年（平成17年） スーパー特進コース設立
- 2007年（平成19年） 全学年にスーパー特進コースが設立される
- 2008年（平成20年） 校舎の建替えが開始され、現在の校舎の取り壊し
- 2010年（平成22年） 新校舎完成
- 2011年（平成23年） 特別教室棟完成
- 2012年（平成24年） 体育館・運動場完成

## 教育方針
〜進みゆく世に遅れるな。有為な人間になれ。〜
3つのL
- 「Life」…生命
- 「Love」…愛
- 「Liberty」…自由

建学の精神は「LIFE、LOVE、LIBERTY」とモダンな言葉だが、仏教系の学校である。創立者である浄土宗尼僧の輪島聞声の言葉「進みゆく世に後れるな、有為な人間になれ」が現実的な教育方針の実践につながっている。このため、教育方針も国際化や難関大学合格を強く意識されたものになっている。一方で宗教系学校らしい授業も用意されており、全学年（中学3年・高校3年は除く）に週1時間、「淑徳の時間」として淑徳の建学の精神を学ぶ授業があり、個性の尊重や心のふれあいを大切にしている。

## 進路別コース制

### 中学校
- スーパー特進東大選抜（セレクト）コース
- スーパー特進コース

### 高等学校
- スーパー特進東大セレクトクラス(SS)
- スーパー特進コース
- 特進選抜コース
- 留学コース （高校1年次より一年間、世界4カ国20校ある提携校へ海外留学）

## 進学実績
- 本校からは8割の生徒が大学へ進学しており、特に東京大学、東京工業大学、東京外国語大学、東京学芸大学、横浜国立大学、筑波大学、東京都立大学など、難関大学へは毎年合格者を輩出している。一方で、系列の淑徳大学[4] への進学割合は僅かである。

## 行事
- 新入生オリエンテーション（4月上旬）
- 花祭り（4月下旬、釈尊の誕生を祝う式典）
- 増上寺研修（5月、高校3年次に港区の同寺にて宿泊研修）
- 芸術鑑賞会（6月中旬）
- 体育祭（6月上旬 - 中旬、近年は国立代々木競技場を多用）
- 精霊会（6月下旬 - 7月上旬、その一年で亡くなった魂を供養する式典）
- 林間学校（7月中旬）
- 洗心の会（8月中旬）
- オレゴンサマーキャンプ等、海外研修（夏休み 希望者のみ）
- アンドレプレナー塾（9月上旬）
- 文化祭「光輪祭」（9月中旬）
- スポーツ大会（10月上旬）
- 成道会（11月中旬、釈尊が悟りを開いたことを祝う式典）
- 弁論大会（11月中旬）
- 映画鑑賞会（2月上旬）
- 涅槃会（2月中旬、釈尊が入滅した（亡くなった）日）
- 合唱コンクール（2月中旬）

## 特色
- 校門からレンガ造りの歩道が続く。また、芝生の校庭があるなど、緑も多いキャンパスである。テレビ朝日『ベストフレンド』など、学園ドラマの撮影場所に使われたことがある。
- 制服は三越が販売。
- 部活動は柔道部やソフトボール部等が強豪であり、特に女子柔道は全国高校総体準優勝の実績もある。卒業生には北京五輪日本代表中澤さえや岡明日香らがいる。
- 夏休みを利用したアメリカ・イギリス・オーストラリアなどのホームステイを体験でき、春休みにはフランスの現地校で留学体験ができる。
- 放課後や夏休みなどに自由参加のゼミナール授業が行われ、通常授業の補講的役割から大学受験の講座までの内容があり、現役予備校講師の授業もある。また、土曜日には中国語・韓国語の講座が開かれ、レッスン料は無料である。
- 英語教育に力を入れネイティブの講師とのスピーキング授業や中学3年次までに全生徒英語検定準2級合格を目標に掲げている。
- 中学3年次に全員参加で海外語学研修としてオーストラリアを訪問し、現地校交流とホームステイを体験する。
- 進路支援イベントプログラムとして「アンドレプレナー塾」という、起業家を育成する公開講座[5] を開いている。
- 文化祭はゲストとして著名人が訪れる年がある。
- 体育祭は毎年東京体育館（渋谷区千駄ヶ谷）や代々木競技場（渋谷区神南）にて全学年参加で行われる。

## 長時間労働問題
2019年9月、吹奏楽部顧問男性教諭が教員間のトラブルの後、残業代が認められない長時間勤務を理由に自殺。
2019年12月、高校の物理担当特任教諭（当時32歳）が同年9月に自殺したことが報じられた。自死男性が残した遺書には「月250時間働いても手取り30万程度の働きしかできない無能な私です」「時代錯誤なこの国の教育業界が少しでもましになることを祈っています」と書き残していた。時間外労働（残業）や休日労働に関する労使協定（三六協定）が締結されておらず、男性の遺族や同僚教諭数人は、池袋労働基準監督署に協定未締結や残業代の未払いを申告した。

## 校歌
- 淑徳中学・高校歌
- 大乗淑徳学園歌
- 淑徳讃歌

## 部活動

### 運動部
- サッカー部
- 硬式野球部
- 軟式野球部
- 女子ソフトボール部
- ソフトテニス部
- バレーボール部
- バスケットボール部
- 卓球部
- バドミントン部
- バトン部
- 柔道部
- 剣道部

### 文化部
- 吹奏楽部
- 茶道部
- 社会福祉部
- 家庭科部
- 華道部
- 演劇部
- 文芸創作部
- 放送部
- ESA部
- 宗教部
- 歴史同好会
- 美術同好会
- 書道同好会
- イラスト創作同好会
- 科学同好会
- 鉄道研究部
- 百人一首同好会
- 写真部

## 交通
- 東武東上線 ときわ台駅 徒歩15分
- 都営三田線 志村三丁目駅徒歩15分
- 国際興業バス赤53で「前野小学校前」下車

## 主な出身者
- 西田優香 - 女子柔道52kg級選手
- 岩田千絵 - 女子柔道57kg級選手
- 金子瑛美 - 女子柔道57kg級選手
- 太田晴奈 - 女子柔道63kg級選手
- 髙市未来 - 女子柔道63kg級選手
- 岡明日香 - 女子柔道70kg級選手
- 國原頼子 - 女子柔道70kg級選手
- 西願寺里保 - 女子柔道70kg級選手
- 中澤さえ - 女子柔道78kg級選手
- 池田ひとみ - 女子柔道78kg級選手
- 橋本朱未 - 女子柔道78kg超級選手
- 井上舞子 - 女子柔道78kg超級選手
- 橋本菊子 - 女優
- 若村麻由美 - 女優
- 五嶋りさ - 女優、元宝塚歌劇団
- 近江輝子 - 女優、元宝塚歌劇団
- 小櫃裕太郎 - 朝日放送テレビアナウンサー
- 鈴木しづ子 - 俳人、旧制淑徳高等女学校卒

## 系列校
- 学校法人大乗淑徳学園
  - 淑徳大学
  - 淑徳大学短期大学部
  - 淑徳巣鴨中学校・高等学校
  - 淑徳与野中学校・高等学校
  - 淑徳小学校